# A Drunkard's Reformation
A Drunkard's Reformation è un cortometraggio scritto e diretto da David W. Griffith.

## Trama
John Wharton è scivolato nel vizio del bere e ora si sta rovinando la vita. La sua bambina, una sera gli offre il biglietto per uno spettacolo teatrale. Wharton, tra gli spettatori, assiste a un dramma di Emile Zola che parla della discesa agli inferi di un alcolizzato. Tornato a casa, l'uomo, pentito, promette alla moglie di non bere più. Due anni dopo, troviamo la piccola famiglia che vive felice, con John che ha mantenuto la promessa fatta alla moglie e a sé stesso.

## Produzione
Prodotto dalla American Mutoscope and Biograph Company, il film venne girato in interni negli studi della Biograph nei giorni 25, 27 febbraio e 1º marzo 1909.

## Distribuzione
Il copyright del film, richiesto dall'American Mutoscope and Biograph Co., fu registrato il 31 marzo 1909 con il numero H125114.
Distribuito dalla American Mutoscope and Biograph Company, uscì in sala il 1º aprile 1909.
Una copia, da un positivo a 35 mm, viene conservata alla Library of Congress. Il film fa parte di un cofanetto dal titolo D.W. Griffith, Director, Volume 2 distribuito dalla Grapevine Video DVD edition del 2005, un'antologia di lavori di Griffith con 112 minuti di materiale.

### Critica
"Questi due film , realizzati ad alcuni mesi di distanza, sono interessanti quando si confrontano perché trattano un soggetto simile e utilizzano gli stessi attori. Ma con un'ottica leggermente diversa. Non si tratta di un remake, ma di variazioni o ricami sullo stesso tema: l'alcoolismo. Molto di moda all'inizio del secolo, come testimoniano i film di Lucien Nonguet e Ferdinand Zecca che erano certamente arrivati negli Stati Uniti e che erano stati visti da Griffith. O, senza voler andare lontano, in voga come i racconti naturalistici alla Zola. (...) Tutto accade come se Griffith sentisse oscuramento lo scoglio di questa pittura naïve: rincara l'artificio teatrale con procedimenti che si sarebbe tentati di definire brechtiani ante litteram. L'ubriacone viene guarito dal suo vizio al vedere a teatro, insieme alla figlia, uno spettacolo (...) Il cinematografo tende ad apparire come un prolungamento, un'escrescenza del teatro (...) e la nozione di proiezione è riportata al suo senso filosofico. 

Claude Beylie, Cinémathèque pour vous, 6-7 gennaio/marzo 1973